# 森功至 (ラグビー選手)
森 功至（もり こうじ、1985年12月17日 - ）は、日本のラグビー選手。

## プロフィール
- 奈良県大和郡山市出身。
- ポジションはフルバック(FB)。
- 身長 177cm、体重 85kg
- ニックネームはコージ。
- 全国大学オールスターゲームのメンバーに選ばれたことがある[1]。

## 来歴
ラグビーを始めた動機は母親にラグビースクールに入れられたことから。
2004年、御所工業高校卒業後、東海大学に入る。。
2008年、東海大学卒業後、クボタスピアーズに加入。
2010年10月9日に行われたジャパンラグビートップリーグ第5節のサントリーサンゴリアス戦に途中出場で公式戦初出場を果たした。
2017年、クボタスピアーズを退団した。